# Alzounoub
Alzounoub is een gemeente (commune) in de regio Timboektoe in Mali. De gemeente telt 4500 inwoners (2009).